# Tuatha Dé Danann
Os Tuatha Dé Danann ("povos da deusa Danu") formam um grupo de personagens na mitologia irlandesa e escocesa. Foram o quinto grupo de habitantes da Irlanda, de acordo com a tradição do Lebor Gabála Érenn ("Livro das Invasões"). Imagina-se que representem as divindades dos goidélicos irlandeses; as interpretações dos tradutores cristãos geralmente reduziram sua estatura para reis e heróis históricos.
Porém, a natureza sobrenatural e religiosa dos Tuatha De Danann ainda é exposta em inúmeras ocasiões dessas versões cristãs dos mitos celtas. Por exemplo, um poema no Livro de Leinster lista muitos dos Tuatha Dé, mas conclui: "Embora [o autor] os enumere, ele não os venera". Goibniu, Creidhne e Luchtaine são citados como os Trí Dé Dána ("três deuses de habilidade"), e o nome Dagda é interpretado em textos medievais como "o deus bom". Mesmo depois de terem sido desalojados do posto de governantes da Irlanda, personagens tais como Lug, as Morrígan, Angus e Manannan aparecem em histórias passadas séculos depois, mostrando todos os sinais de sua imortalidade. Eles têm muitos paralelos através do mundo céltico. Nuada é aparentado ao deus britânico pré-histórico Nodens; Lug é um reflexo da divindade pan-céltica Lugus; Tuireann está relacionado ao gaulês Taranis; Ogma a Ogmios, e Badb a Catubodua.

## Nome
A tradução de  "Tuatha Dé Danann" como "povos da deusa Danu" é necessariamente imprecisa. De acordo com o Dicionário da Língua Irlandesa (Dictionary of the Irish Language, Compact Edition, Royal Irish Academy, 1990, pp. 612), o termo tuath (plural tuatha) pode significar tribo, povo, nação; e dé é o caso genitivo de día, que significa deus, deusa, ser sobrenatural, objeto de adoração. Muitas vezes refere-se simplesmente a Tuatha Dé, uma frase também usada para se referir aos israelitas em textos irlandeses do início da era cristã (James MacKillop, Dictionary of Celtic Mythology, Oxford University Press, p. 366).
Danann é também genitivo, para o qual um caso nominativo não é atestado. O termo foi reconstruído como Danu, o que por analogia com Anu, se torna um nome feminino. Acredita-se que o nome do rio Danúbio seja de origem celta, e divindades célticas de rio são geralmente femininas; e na mitologia hindu, há uma deusa da água chamada Danu que pode ter um paralelismo indo-europeu. Contudo, essa reconstrução não é universalmente aceita (James MacKillop, Myths and Legends of the Celts, Penguin, 2005, p. 136.).

## Lendas

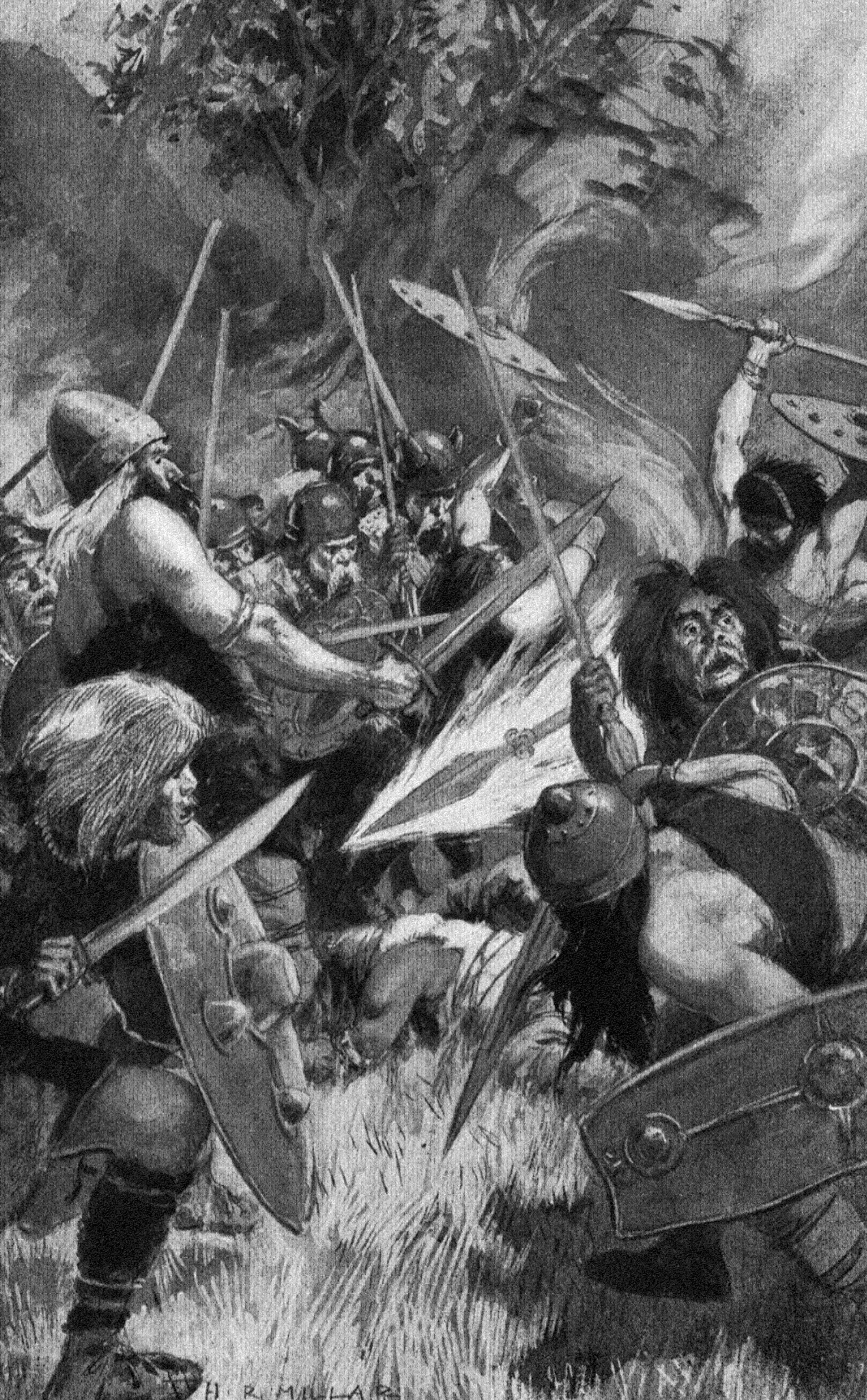
A lança mágica de Lug, um dos Tuatha Dé, em ação (Charles Squire, 1905).

Os Tuatha Dé Danann descendem de Nemed, líder de uma comunidade de habitantes da Irlanda. Vieram de quatro cidades do norte, Falias, Gorias, Murias e Finias, onde adquiriam os seus atributos e capacidades ocultas. Chegaram à Irlanda por volta do 1º de Maio (a data do festival de Beltane) em nuvens negras, embora versões mais tardias racionalizassem este facto dizendo que queimaram os seus barcos para prevenir retiradas, sendo as nuvens o fumo produzido.
Conduzidos pelo seu rei, Nuada, travaram a Primeira Batalha de Magh Tuiredh (Moytura), na costa oeste, na qual derrotaram e dispersaram os desajeitado e mal armados Fir Bolg, que habitavam então na Irlanda. Nuada perdeu um braço na batalha. Como ele não era mais perfeito não podia continuar como rei, sendo substituído pelo meio-Fomorian Bres, que se revelou um tirano. O curandeiro Dian Cecht substituiu o braço de Nuada por um braço de prata, tornando-se Nuada de novo rei. Contudo, Nuada estava insatisfeito com a substituição, recorrendo ao filho de Dian Cecht, Miach, que lhe fez uma mão nova de carne e osso. Invejando o seu filho, Dian Cecht expulsou-o.
Com a restauração de Nuada como rei, o meio-Fomarian Bres queixou-se à sua família.
Os Tuatha Dé Dannan travaram assim a Segunda Batalha de Magh Tuiredh contra os Fomorians. Nuada foi morto pelo olho venenoso do rei Fomorian, Balor, mas Balor foi morto por Lug, que se tornou rei.
Uma terceira batalha foi travada contra uma vaga de invasores, os Milesianos, vindos do noroeste da Península Ibérica (Galiza e norte de Portugal), descendentes dos Míle Espáine (que se julga representar os Celtas Goidélicos). Os Milesianos encontraram três deusas dos Tuatha Dé Dannan: Èriu, Banba e Fodla, que lhes pediram para nomearem a ilha; Èriu é a origem do nome moderno Èire, e Banba e Fodla ainda são por vezes usados como nomes poéticos para a Irlanda.
Os seus três maridos, Mac Cuill, Mac Cecht e Mac Gréine, que eram os reis dos Tuatha Dé Danann, pediram uma trégua de três dias, durante a qual os Milesianos ficariam ancorados a nove ondas de distância do porto. Os Milesianos aceitaram, mas os Tuatha De Danann criaram uma tempestade mágica, numa tentativa de os afastar. O poeta Milesiano Amergin acalmou o mar com os seus versos, antes de o seu povo atracar e derrotar os Tuatha Dé Danann em Tailtiu. Quando Amergin foi chamado para dividir a terra entre os Tuatha Dé Danann e o seu povo, inteligentemente distribuiu a porção acima do chão para os Milesianos, e a porção debaixo de terra para os Tuatha Dé Danann. Estes foram levados para debaixo de terra para os montes do Sidhe por O Dagda.
Os Tuatha Dé Danann lutaram contra a bruxa Carman e os seus três filhos. A introdução de carroças e do druidismo na Irlanda é-lhes atribuída.

## Árvore genealógica dos Tuatha Dé Danann
O quadro seguinte foi baseado nas genealogias fornecidas por Seathrún Céitinn no Lebor Gabála Érenn, e referências no Cath Maige Tuireadh. Não fica claro se os vários Elathas e Delbáeths são personagens diferentes com o mesmo nome ou diferentes tradições que se referem a genealogia de uma mesma personagem. É também notável que Fomorianos tais como Elatha e Balor estejam relacionados de muito perto aos Tuatha Dé.
```
                                         
Nemed

                                           |
                                    Iarbonel Faidh
                                           |
                                       Beothach
                                           |
                                        Iobáth
                                           |
                                         Enna
                                           | 
                                        Tabarn
                                           |
                                          Tat
       ____________________________________|__________________________________
       |                                                                     |
     Allai                                                                 Indai
       |                                           __________________________|__________________________
       |                                           |                                                   |
     Orda                                         
Nét
                                               
Elatha

       |                       ____________________|______________________________________________     |
       |                       |                                    |                            |     |
    Etarlám                 Esar Brec                           Delbáeth                        Dot  
Bres

       |                       |                                    |                            |
       |                       |                                    |                            |
    Eochaid                
Dian Cecht
                            Elatha                        
Balor

       |                       |                                    |                            |
       |            ___________|___________        _________________|______________________      |
     
Nuada
          |    |     |    |     |        |         |          |       |         |      |
    (
Elcmar
)       Cu Cethen 
Cian
 
Miach
 
Airmed
   
Dagda
    Fiacha    Delbáeth   
Ogma
     Allód  
Ethniu

   (
Nechtan
)        |          |                   |                    |       |       (
Lir
)
  _____|____        |          |      _____________|____________        |       |         |
  |        |        |          |      |      |     |     |     |        |       |         |
Etarlám 
Nemain
  Bec-Felmas    
Lug
  
Cermait
 
Angus
 
Bodb
 
Midir
 
Brígida
   
Boann
  
Delbáeth
  
Manannan

  |                 |                 |                                     (
Tuireann
)
  |                 |        _________|_________          ______________________|__________________________________
  |                 |        |        |        |          |      |      |       |     |      |       |      |     |

Ernmas
            
Abean
  
MacCuill
 
MacCecht
 
MacGréine
   
Fiacha
  
Brian
 
Iuchar
 
Iucharba
 
Danand
 
Goibniu
 
Credne
 
Luchtaine
 Ollam
  |__________________                                                                                             |
  |        |        |                                                                                             |
 
Ériu
  =  
Badb
      |                                                                                            
Aoi

Banba
  = 
Macha
      |

Fódla
 = 
Morrígan
 = 
Anu
```

Outros membros dos Tuatha Dé Danann incluem:
- Abartach
- Beag
- Bechuille
- Brea
- Fand